# Heneage Finch (5e comte de Winchilsea)
Pour les articles homonymes, voir Heneage Finch.
Heneage Finch, 5e comte de Winchilsea (1657 – 30 septembre 1726) est un noble anglais.

## Biographie
Il est le fils de Heneage Finch (3e comte de Winchilsea) et Mary Seymour.
La famille est royaliste. Lors de la Restauration du Roi Charles II, Winchelsea est nommé pour être l'ambassadeur auprès de la Porte. Il arrive à Constantinople le 17 janvier 1661. Il est finalement rappelé par lettre du 19 décembre 1667. Il ne quitte la Turquie qu'au début de 1669.
En 1683, il est nommé Valet de Chambre du duc d'York et capitaine des Hallebardiers du duc. En 1685, il conserve son poste quand le duc est devenu Jacques II. Il est nommé colonel et sous lieutenant de Kent. Il représente Hythe au Parlement. Il perd ses postes après la chute de Jacques II.
Il hérite du comté de son neveu Charles Finch (4e comte de Winchilsea) en 1712. Il refuse de prêter le serment d'Allégeance et de prendre son siège à la Chambre des Lords. Il est membre de la FSA en 1724, et est mort en 1726. N'ayant pas eu d'enfants de sa femme, Anne Finch (1661-1720), il est remplacé par son demi-frère, John.